# Escondido
Escondido is een stad in de Amerikaanse staat Californië en telt 133.559 inwoners. Het is hiermee de 160e stad in de Verenigde Staten (2000). De oppervlakte bedraagt 94,0 km², waarmee het de 174e stad is. De stad herbergt het San Diego Wild Animal Park.

## Demografie
Van de bevolking is 11% ouder dan 65 jaar en zij bestaat voor 22,4% uit eenpersoonshuishoudens. De werkloosheid bedraagt 3,1% (cijfers volkstelling 2000).
Ongeveer 38,7% van de bevolking van Escondido bestaat uit hispanics en latino's, 2,3% is van Afrikaanse en 4,5% van Aziatische oorsprong.
Het aantal inwoners steeg van 109.026 in 1990 naar 133.559 in 2000.

## Klimaat
In januari is de gemiddelde temperatuur 12,9 °C, in juli is dat 21,4 °C. Jaarlijks valt er gemiddeld 331,2 mm neerslag (gegevens op basis van de meetperiode 1961-1990).

## Plaatsen in de nabije omgeving
De onderstaande figuur toont nabijgelegen plaatsen in een straal van 24 km rond Escondido.

## Geboren
- George Horine (1890-1948), wereldrecordhouder hoogspringen 1912-1914

## Overleden
- Samuel Brannan (1819-1889), mormoon, pionier, ondernemer
- Dorothy Cheney (1916-2014), tennisspeelster
- Gale Gordon (1906-1995), acteur
- Steve Reeves (1926-2000), acteur en bodybuilder
- Billy Vaughn (1919-1991), muzikant en orkestleider